# La Voleuse (film, 1946)
Pour les articles homonymes, voir La Voleuse.
Pour plus de détails, voir Fiche technique et Distribution.
La Voleuse (A Stolen Life) est un film américain réalisé par Curtis Bernhardt, sorti en 1946.

## Synopsis
Une jeune artiste peintre, Kate Bosworth, passe l'été à Martha's Vineyard, dans la maison d'un cousin. Elle y fait la connaissance du séduisant Bill Emerson, l'assistant du gardien du phare. Kate se sent attirée par le jeune homme. Sur ces entrefaites, débarque Patricia, sa sœur jumelle. Autant Kate est douce et prévenante, autant Patricia est dure, méchante et sournoise. Patricia a tôt fait de séduire Bill. Kate s'efface et laisse le couple se marier. Elle se lance alors à corps perdu dans la peinture. Le hasard la met à nouveau en présence de Bill, qui lui annonce son prochain départ pour l'Amérique du Sud, en compagnie de son épouse.

## Fiche technique
- Titre français : La Voleuse
- Titre original : A Stolen Life
- Réalisation : Curtis Bernhardt
- Scénario : Catherine Turney
- Adaptation : Margaret Buell Wilder d'après le roman Uloupeny Zivot de Karel J. Benes
- Production : Bette Davis (non créditée) et Jack L. Warner (producteur exécutif)
- Société de production : B.D. Production et Warner Bros. Pictures
- Photographie : Sol Polito et Ernest Haller
- Montage : Rudi Fehr
- Musique : Max Steiner
- Direction artistique : Robert M. Haas
- Décorateur de plateau : Fred M. MacLean
- Costumes : Orry-Kelly
- Pays d'origine : États-Unis
- Format : Noir et blanc - Son : Mono (RCA Sound System)
- Genre : Drame
- Durée : 109 minutes
- Date de sortie :
  - États-Unis : 6 juillet 1946

## Distribution
- Bette Davis : Kate / Patricia Bosworth
- Glenn Ford : Bill Emerson
- Walter Brennan : Eben Folger
- Charles Ruggles : Freddy Linley
- Dane Clark : Karnock
- Bruce Bennett : Jack R Talbot
- Peggy Knudsen : Diedre
- Esther Dale : Madame Johnson

Acteurs non crédités
- Clara Blandick : Martha
- Tom Fadden : Un pêcheur
- Mary Forbes : Une cliente d'art
- Si Jenks : Le vieil homme sur le quai
- Fred Kelsey : Un barman